# Сардинський скудо
Сардинський скудо (італ. Scudo Sardo) — грошова одиниця Сардинського королівства, що з 1755 року мала обіг на острові Сардинія, тоді як на метериковій частині королівства карбувався п'ємонтський скудо. Ділився на 2½ ліри, які у свою чергу ділилися на 4 реалі, 20 сольдо, 120 кальярезі або 240 денаро. Допп'єта дорівнювала 2 скудо.
6 серпня 1816 року сардинський скудо замінений на сардинську ліру.

## Монети
Наприкінці XVIII століття мали обіг мідні монети номіналом в 1 і 3 кальярезі, білонні монети номіналом в 1 сольдо, а також в ½ і 1 реале, срібні монети номіналом в ¼, ½ і 1 скудо, золоті монети номіналом в 1, 2½ и 5 доп'єто.